# Hemsedal
Hemsedal ist eine Kommune im norwegischen Fylke Buskerud. Die Kommune hat 2685 Einwohner (Stand: 1. Januar 2025). Verwaltungssitz ist die Ortschaft Trøim.

## Geografie

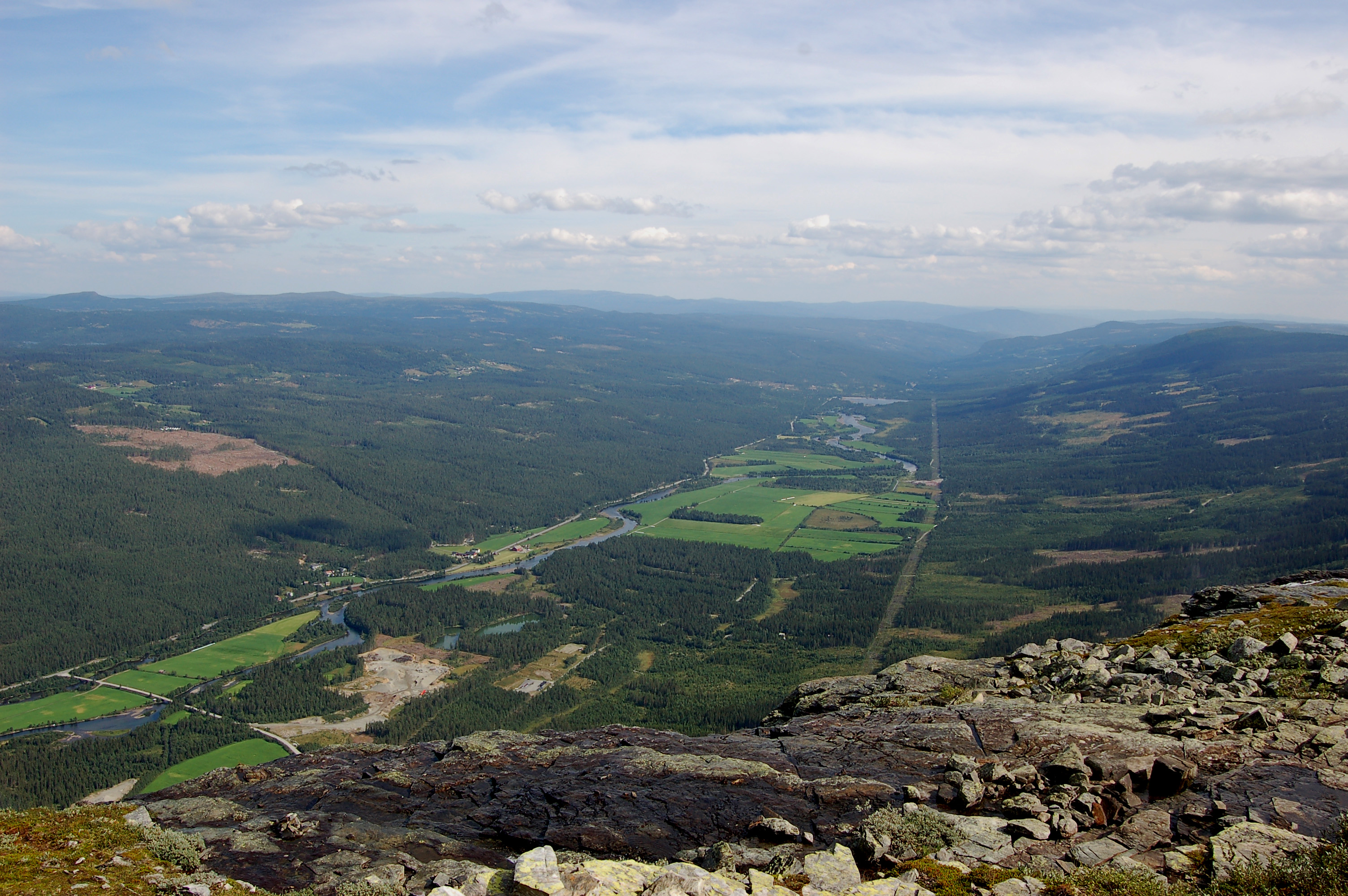
Blick auf das Hemsedal mit dem Fluss Hemsil

Die Kommune Hemsedal liegt im Nordwesten des Fylkes Buskerud und umfasst das Tal Hemsedal, ein Seitental des Hallingdal. Die Gemeinde grenzt an Vang im Norden, Vestre Slidre und Nord-Aurdal im Osten, Gol im Südosten, Ål im Südwesten sowie Lærdal im Nordwesten. Die Grenzen zu Vang, Vestre Slidre und Nord-Aurdal stellen zugleich die zwischen den Fylkern Buskerud und Innlandet dar. Die Nachbargemeinde Lærdal liegt hingegen im Fylke Vestland.
Hemsedal ist eine Gebirgskommune und etwa 80 Prozent der Fläche liegt auf einer Höhe von über 900 moh. Die Erhebung Høgeloft auf der Grenze zu Lærdal stellt mit einer Höhe von 1921,21 moh. den höchsten Punkt der Kommune Hemsedal dar. Der tiefste Punkt liegt an der Grenze zu Gol auf etwa 550 moh.
Das Tal Hemsedal zieht sich in Richtung Südosten durch die Gemeinde zum Hallingdal. Weiter nördlich teilt sich das Hemsedal in das westlichere Mørkedalen und das östlichere Grøndalen auf. Durch das Tal fließt der Fluss Hemsil. In der Kommune liegen mehrere Seen, im Osten unter anderem das Helsingvatnet, das Storevatnet und ein Teil des Tisleifjorden. Etwas südlich des Flusses Hemsil befindet sich der Wasserfall Hydnefossen. Dieser hat eine Gesamtfallhöhe von 475 Metern, wovon 155 Meter im freien Fall sind. Die Gesamtfläche der Kommune beträgt 753,51 km², wobei Binnengewässer zusammen 41,76 km² ausmachen.

## Einwohner
Die Einwohner leben vor allem im Haupttal und dort insbesondere um die Ortschaften Hemsedal und Svøo konzentriert. In der Gemeinde liegen zwei sogenannte Tettsteder, also zwei Ansiedlungen, die für statistische Zwecke als eine städtische Siedlung gewertet werden. Diese sind Hemsedal mit 1001 und Svøo mit 616 Einwohnern (Stand: 1. Januar 2024).
Die Einwohner der Gemeinde werden Hemsedøl genannt. Offizielle Schriftsprache ist Nynorsk, die weniger weit verbreitete der beiden norwegischen Sprachformen.
| Jahr          | 1986 | 1990 | 1995 | 2000 | 2005 | 2010 | 2015 | 2020 | 2025 |
| ------------- | ---- | ---- | ---- | ---- | ---- | ---- | ---- | ---- | ---- |
| Einwohnerzahl | 1626 | 1609 | 1743 | 1958 | 1909 | 2087 | 2344 | 2486 | 2685 |

## Geschichte

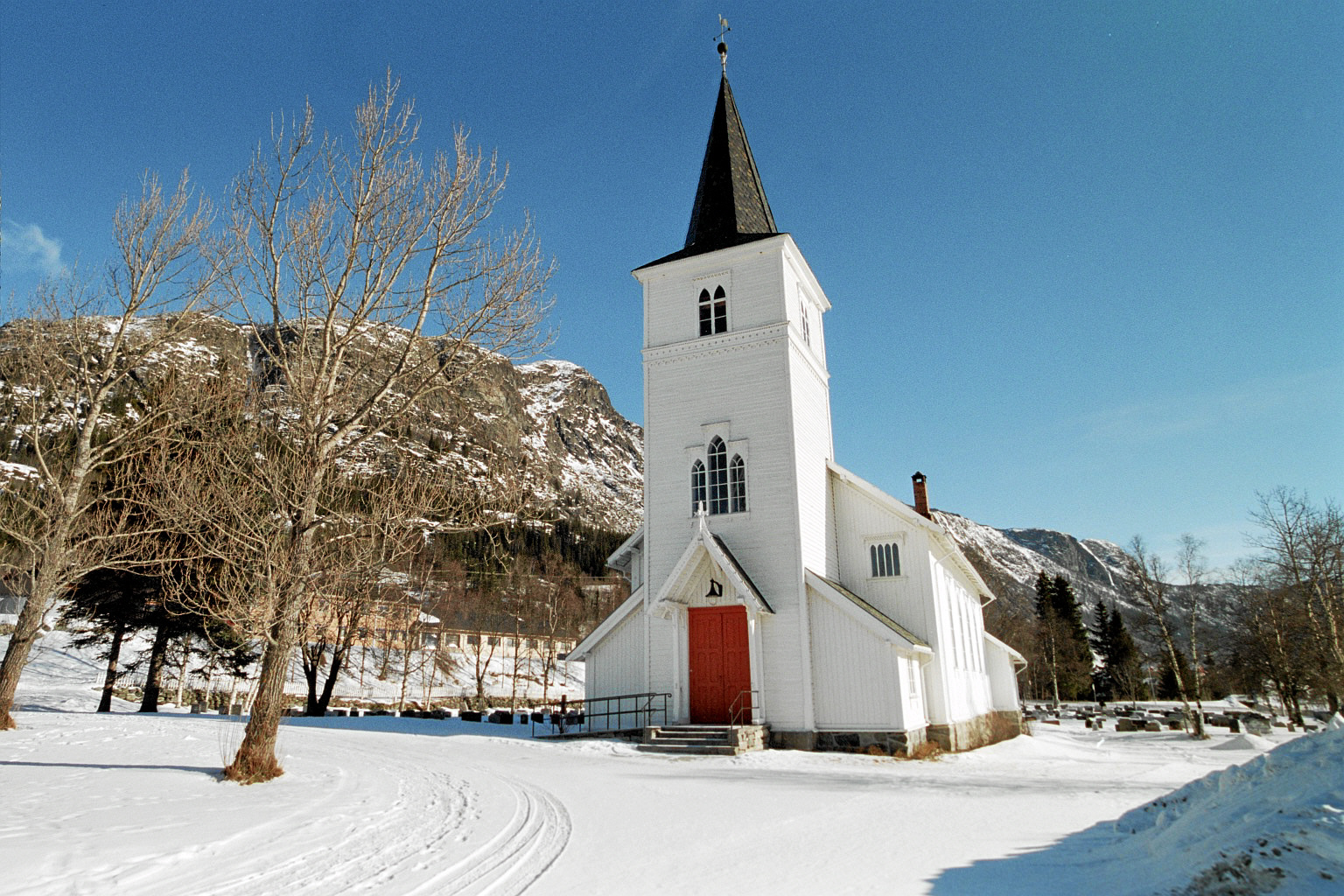
Hemsedal kyrkje

Die Kommune Hemsedal entstand zum 1. Januar 1897, als Hemsedal mit damals 1499 Einwohnern von Gol abgespalten wurde. Gol verblieb mit 2384 Einwohnern. Zum 1. Januar 1979 kam es zu einer Grenzänderung, als ein unbewohntes Gebiet von Ål an Hemsedal überführt wurde. Nach der landesweiten Regionalreform gehörte Hemsedal von 2020 bis 2023 zum Fylke Viken.
Die Hemsedal kyrkje ist eine Holzkirche aus dem Jahr 1882 im Zentrum der Ortschaft Hemsedal. In der Kommune befindet sich zudem die Lykkja kapell, eine hölzerne Kapelle aus dem Jahr 1961.

## Wirtschaft und Infrastruktur

### Verkehr
Von Gol aus führt der Riksvei 52 in Richtung Nordwesten durch das Hemsedal. Die Straße setzt schließlich durch das Tal Mørkedalen weiter nach Lærdal fort.

### Wirtschaft
Neben der öffentlichen Verwaltung ist der Warenhandel und das Übernachtungsgewerbe ein wichtiger Arbeitgeber in der Kommune. Dies ist vor allem darauf zurückzuführen, dass ab den 1970er-Jahren der Tourismus stark an Bedeutung gewann. Insbesondere eine wichtige Rolle spielt dabei der Skitourismus im Winter. Die Alpinskianlage Hemsedal Skisenter zählt zu den größten Norwegens. Dort wurden über die Zeit mehrere Weltcuprennen und Juniorenmeisterschaften abgehalten. Für die Industrie sind die Lebensmittelproduktion und die Holzverarbeitung die bedeutendsten Zweige. Im Bereich der Landwirtschaft ist die Tierhaltung, insbesondere die Rinderhaltung, verbreitet. In den gebirgigeren Lagen werden zudem Schafe gehalten. In Hemsedal liegen einige Wasserkraftwerke, wobei das 1960 in Betrieb genommene Kraftwerk Hemsil I das mit der höchsten Produktionsmenge ist. Von 1981 bis 2010 betrug die mittlere Jahresproduktion 241 GWh. Das Kraftwerk nutzt eine Fallhöhe von 540 Metern. Im Jahr 2020 arbeiteten von 1390 Arbeitstätigen etwa 1000 in Hemsedal selbst, zirka 160 waren in der Nachbarkommune Gol tätig.

## Name und Wappen

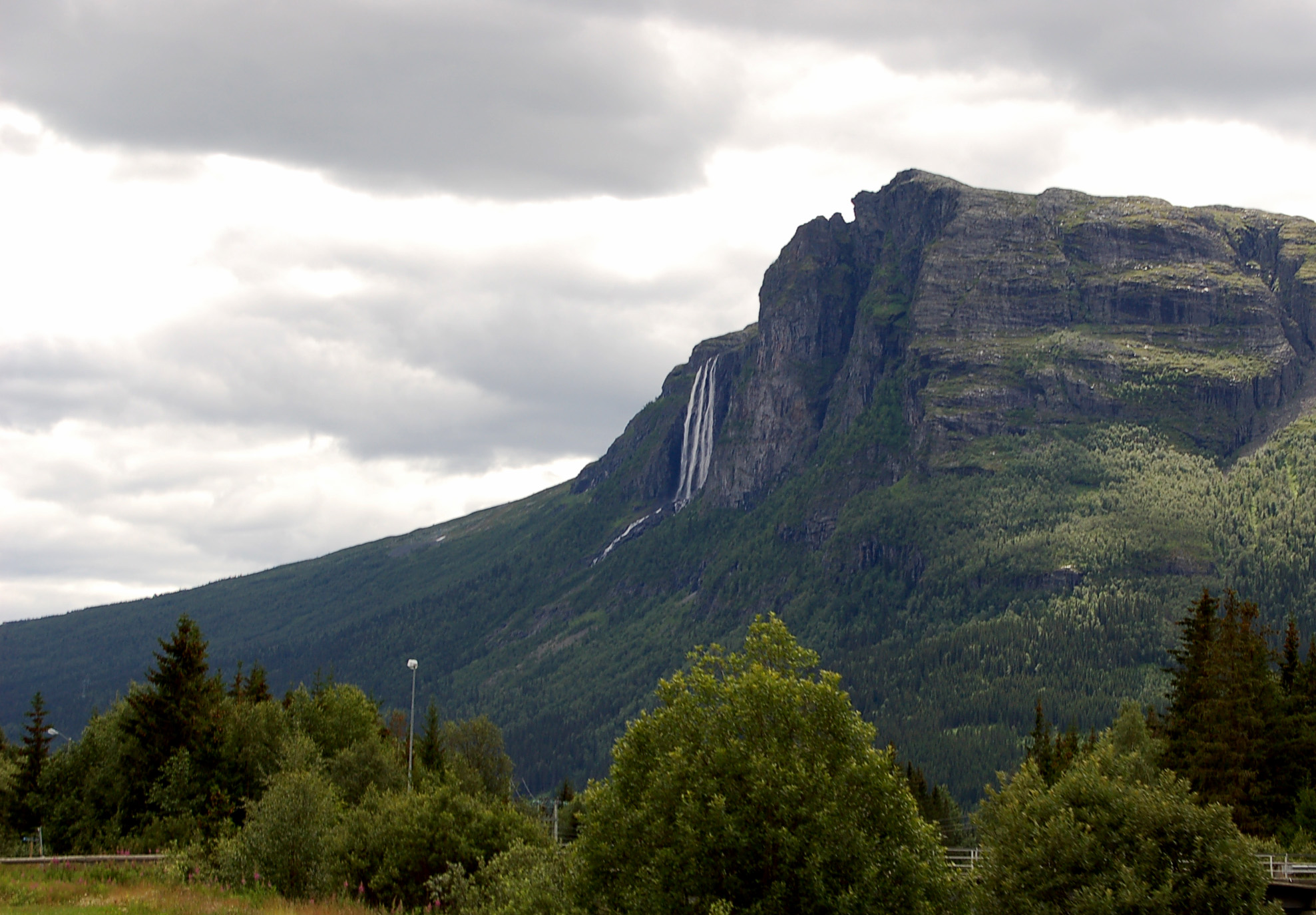
Hydnefossen

Das seit 1992 offizielle Wappen der Kommune zeigt den Kopf eines goldenen Luchses auf rotem Hintergrund. In der Gemeinde sind Luchse heimisch. Der Gemeindename setzt sich aus den zwei Teilen „Hemsa“ und „-dal“ (deutsch Tal) zusammen. Hemsa ist ein älterer Name des Flusses Hemsil.

## Persönlichkeiten
- Kjell Venås (1927–2018), Sprachwissenschaftler
- Ingrid Wigernæs (1928–2023), Skilangläuferin
- Erik Wøllo (* 1961), Jazz- und Rockgitarrist und Komponist
- Anne Marie Müller (* 1980), Skirennläuferin
- Erik Solbakken (* 1984), Fernsehmoderator